# Jahnschule (Delmenhorst)
Die ehemalige Jahnschule in Delmenhorst an der Kleinen Delme bestand aus der Roten Jahnschule, Schulstraße 19, der Weißen Jahnschule, Schulstraße 13, und der Jahn-Turnhalle, Schulstraße 32. Die Rote Jahnschule ist seit 1987 die Musikschule der Stadt Delmenhorst (MSD).
Die Gebäude sind Baudenkmale in Delmenhorst.

## Geschichte
Das ein- und zumeist zweigeschossige historisierende Schulgebäude von 1873 aus rotem Backsteinmauerwerk wurde deshalb allgemein seit 1937 die Rote-Jahnschule genannt. Ein großer Giebel und ein Giebelrisalit mit Treppengiebel gliedern das Gebäude. Die Hauptschule wurde 1973 aufgelöst.
Das Gebäude Schulstraße 19 sollte Anfang der 1980er Jahre abgerissen werden. Es wurde vom Niedersächsischen Landesamt für Denkmalpflege unter Denkmalschutz gestellt und so vor dem Abriss bewahrt und ab 1986 von der Stadt saniert.
Heute wird es „Haus voller Musik“ genannt, weil hier seit 1987 Musikunterricht in der MSD erteilt wird.
Die ehemalige Weiße Jahnschule ist ein zweigeschossiges verputztes weißes Gebäude mit Walmdach an der Ecke Schulstraße und Kirchplatz 12/13, gegenüber der ev. Stadtkirche Zur Heiligen Dreifaltigkeit. Nach Aufgabe der Schulnutzung (um 1979) wird sie nach Umbau durch die GSG-Wohnungsbaugesellschaft für Wohnungen und von Dienstleistern genutzt. In einem eingeschossigen Anbau befindet sich heute ein Bistro und Musik-Club.
Die verklinkerte zweigeschossige Jahn-Turnhalle mit einem verzierten Gesims unter einem Satteldach und dem 4-F-Symbol (Frisch, fromm, fröhlich, frei: Wahlspruch der Turner) im Giebel wird nach Umbau (1954) und mehreren Sanierungen heute noch als Sporthalle mit der angrenzenden Gymnastikhalle (von um 1972) vom Gymnasium an der Willmsstraße und von Sportvereinen genutzt.